# Mohamed Ahmed (futbolista)
Juma Mohamed Ahmed Ali Gharib (en árabe: محمد أحمد‎; Dubái, Dubái, EAU; 16 de abril de 1989) es un futbolista emiratí. Juega de defensa y su equipo actual es el Al-Bataeh CSC  de la Liga Árabe del Golfo. Es internacional absoluto con la selección de Emiratos Árabes Unidos.

## Clubes
| Club          | País                   | Año           |
| ------------- | ---------------------- | ------------- |
| Al-Shabab     | Emiratos Árabes Unidos | 2006-2012     |
| Al Ain        | Emiratos Árabes Unidos | 2012-2023     |
| Al-Bataeh CSC | Emiratos Árabes Unidos | 2023-presente |

## Palmarés

### Títulos nacionales[4]
| Título                                     | Club      | País                   | Año     |
| ------------------------------------------ | --------- | ---------------------- | ------- |
| Liga Árabe del Golfo                       | Al Ain    | Emiratos Árabes Unidos | 2017-18 |
| Liga Árabe del Golfo                       | Al Ain    | Emiratos Árabes Unidos | 2014-15 |
| Liga Árabe del Golfo                       | Al Ain    | Emiratos Árabes Unidos | 2012-13 |
| Copa de Liga de los Emiratos Árabes Unidos | Al-Shabab | Emiratos Árabes Unidos | 2010-11 |
| Supercopa de los Emiratos Árabes Unidos    | Al Ain    | Emiratos Árabes Unidos | 2015-16 |
| Supercopa de los Emiratos Árabes Unidos    | Al Ain    | Emiratos Árabes Unidos | 2012-13 |
| Copa Presidente de Emiratos Árabes Unidos  | Al Ain    | Emiratos Árabes Unidos | 2017-18 |
| Copa Presidente de Emiratos Árabes Unidos  | Al Ain    | Emiratos Árabes Unidos | 2013-14 |

### Títulos internacionales
| Título                             | Club   | País                   | Año  |
| ---------------------------------- | ------ | ---------------------- | ---- |
| Copa de Clubes Campeones del Golfo | Al Ain | Emiratos Árabes Unidos | 2011 |